# Chhoti Si Baat
Chhoti Si Baat (Hindi: छोटी सी बात, choṭī sī bāt; übersetzt: Ein kleines Ding) ist ein erfolgreicher Hindi-Film von Basu Chatterjee aus dem Jahr 1975. 

## Handlung
Eines Tages überkreuzen sich die Wege des schüchternen Arun und der schönen Prabha Narayan. Für Arun ist es Liebe auf den ersten Blick. Dennoch hat er nicht den Mut ihr seine Liebe zu gestehen und folgt ihr stattdessen. Prabha entgehen seine Gefühle nicht und sie wartet auf den ersten Schritt.
Andererseits gibt es noch Prabhas Arbeitskollege Nagesh Shastri, der das komplette Gegenteil von Arun ist und ebenfalls für Prabha schwärmt.
Verzweifelt wendet sich Arun an den Oberst Julius Nagendranath Wilfried Singh  aus Khandala, dessen Mission es ist die Liebenden auf ihren Schicksalsweg zu führen. Tatsächlich schafft Julius es aus Arun einen selbstbewussten Mann zu machen. Mit Aruns neuer Persönlichkeit überwindet er alle bisherigen Hürden und kann Prabha für sich gewinnen.

## Musik
| Lied                                        | Sänger                     |
| ------------------------------------------- | -------------------------- |
| Jaan-e-Mann                                 | Asha Bhosle, K. J. Yesudas |
| Na Jaane Kyon Hota Hai Yeh Zindagi Ke Saath | Lata Mangeshkar            |
| Yeh Din Kya Aaye                            | Mukesh                     |

Die Liedtexte zur Musik von Salil Choudhury schrieb Yogesh. In dem Song  Jaan-e-Mann  haben Dharmendra, Hema Malini und Manmohan ihren Gastauftritt.

## Auszeichnungen
Filmfare Award 1977
- Filmfare Award/Bestes Drehbuch an Basu Chatterjee